# Устрикова, Евгения Тимофеевна
Евгения Тимофеевна Устрикова — советский хозяйственный, государственный и политический деятель, Герой Социалистического Труда.

## Биография
Родилась в 1925 году в деревне Василево. Член КПСС.
С 1944 года — на хозяйственной, общественной и политической работе. В 1944—1993 гг. — колхозница, доярка, свинарка на ферме Гребени совхоза «Красный фронтовик» Опочецкого района Псковской области, добилась среднего удоя от одной коровы в 3500 килограммов молока в год.
Указом Президиума Верховного Совета СССР от 8 апреля 1971 года присвоено звание Героя Социалистического Труда с вручением ордена Ленина и золотой медали «Серп и Молот».
Избиралась депутатом Верховного Совета РСФСР 7-го созыва.
Умерла в Опочке в 2001 году.